# World of Warcraft: Cataclysm
World of Warcraft: Cataclysm je v pořadí 3. datadisk k jedné z nejpopulárnějších MMORPG světa World of Warcraft. Byl oznámen na BlizzConu 2009 a vydán 7. prosince 2010. Během prvního dne se prodalo více než 3,3 milionu kopií, čímž byl překonán rekord předchozího datadisku Wrath Of The Lich King (2,8 milionu kopií).

## Novinky
- maximální úroveň postavy byla zvýšena na 85.
- 2 nové hratelné rasy: Worgeni (Aliance) a Goblini (Horda)
- nově přístupné kombinace ras a povolání
- létající mounti v Azerothu
- Azeroth přetvořen – klasické zóny byly postiženy pohromou „Cataclysmem“
- nová sekundární profese archeologie
- někteří bossové z původní verze hry byli oživeni, přepracováni a zasazeni do nových instancí (např. Ragnaros)
- nový systém guild – levelování guildy s následnými bonusy a výhodami
- změna talentových stromů
- změna u herní mechaniky některých povolání
- nová sekundární vlastnost Mastery – unikátní pro každé povolání
- změny některých vlastností
- odstranění sekundárních vlastností z vybavení
- Transmogrification – úprava vzhledu vybavení
- nové úkoly, zóny, dungeony, raidy, monstra, battlegroundy, předměty atd.
- oživení starých dungeonů (např. Deadmines a Shadowfang Keep byly předěnály na HC pro hráče s úrovní 85, Zul'Gurub a Zul'Aman byly předělány na HC dungeony pro 5 hráčů)

## Nový svět
Deathwing přinese na Azeroth zkázu a komplexně jej změní. Některé oblasti se téměř nezmění nebo jen velmi málo (Elwynn Forest, Winterspring atd.), některé oblasti se změní trochu více (Durotar, Ashenvale, Tanaris atd.) a některé se změní k nepoznání (rozdělení Barrens, zatopení Thousand Needless). Také se výrazně rozpadla ta země u Teldrassilu (hádanka).

## Goblini
Tato rasa již ve WoW je, ale teprve nyní se stává hratelnou. Gobliny můžete vidět např. v Ratchetu, Gadgetzanu nebo Booty Bay. Budou mít přístupná všechna povolání kromě paladina a druida. Rasové schopnosti také nejsou k zahození (vystřelení rakety nebo sebe – společný Cooldown; Time is Money – zvýšení útočné rychlosti; Pack Hobogoblin – „Cestovní banka“; Best Deals Everywhere – největší možná sleva nehledě na reputaci). Jejich startovní lokace bude na ostrově Kezan, kde, abyste se zachránili před výbuchem sopky, se zaprodáte celým svým jměním obchodnímu princi Gallywixovi, aby vás vzal na lodi pryč. Později však únikovou loď potopí loď Aliance při přestřelce s Hordou a vy jste jako jeden z mnoha vyplaveni skoro mrtví na březích Lost Isles. Tam postupně zjistíte, že Aliance útočila na loď, která vezla Thralla a unesla ho. Po jeho záchraně vám dovolí přidat se k Hordě i s celou frakcí skřetů z Kezanu a Gallywix je varován, že prozatím zůstane vůdcem skřetů, ale jeho chování už nebude tolerováno.

## Worgeni
Rasa, která je kombinací lidí a vlků. Mimo boj budete mít na výběr, jestli chcete mít vzhled člověka nebo vlkodlaka. V boji se vám automaticky přepne vzhled na vlkodlaka. Jejich startovní lokace bude ve městě Gilneas, na jihu Silverpine Forest, za Greymane Wall. Rasové schopnosti jsou např. 40% sprint na 6 sekund, zvýšení šance na critical strike o 1 %, zmenšení trvání Curse a Disease o 15 %, ke skinningu přibude bonus +15 skillů. Lidský stát Gilneas se sice před druhou válkou od Aliance odvrátil, ale nyní je zmítán občanskou válkou mezi nekontrolovanými Worgeny a zbytky lidskosti a náhlým útokem nemrtvých ze severu a z jihu z moře a proto je jejich jedinou nadějí připojit se znovu k Alianci, se kterou ji pojí lidský původ a dávná přítomnost nočních elfů, kteří také mohou za jejich vlčí prokletí.

## Archaeology
Sekundární profese, ve které sbíráte informace o legendárních předmětech a nakonec můžete i nějaké prastaré artefakty sami najít a z úlomků je sestavit. Většina artefaktů bude mít jen sběratelskou hodnotu, která obohatí svět a příběh, hodně jich bude mít okrasnou funkci jako noví mounti nebo mazlíčci a jen pár bude možno použít v boji.

## Dungeony
- Blackrock Caverns – je zde 5 bossů. HC mod k dispozici.
- Deadmines – v Cataclysmu bylo tomuto clasic dungeonu přidán i HC mod pro hráče levelu 85. Normal mod zůstává stejný.
- End Time – jsou zde náhodně 2 ze 4 bossů plus vždy stejný poslední. Pouze jedna obtížnost. Dungeon přinesl patch 4.3.
- Grim Batol – jsou zde 4 bossové. HC mod k dispozici.
- Hour of Twilight – jsou zde 3 bossové. Pouze jedna obtížnost. Dungeon přinesl patch 4.3.
- Lost City of the Tol'vir – jdou zde 4 bossové. HC mod k dispozici.
- Shadowfang Keep – stejně jako u Deadmines i tomuto clasic dungeonu byl přidán HC mod pro hráče levelu 85. Normal mod zůstává stejný.
- The Stonecore – jsou zde 4 bossové. HC mod k dispozici.
- The Vortex Pinnacle – jsou zde 3 bossové. HC mod k dispozici.
- Throne of the Tides – je zde 5 bossů. HC mod k dispozici.
- Well of Eternity – jsou zde 3 bossové. Pouze jedna obtížnost. Dungeon přinesl patch 4.3.
- Zul´Aman – tato instance pro 10 hráčů byla předělána na dungeon pro 5 hráčů. Je dostupný pouze v HC modu. Dungeon přinesl patch 4.1.
- Zul´Gurub – tato instance pro 40 hráčů byla předělána na dungeon pro 5 hráčů. Je dostupný pouze v HC modu. Dungeon přinesl patch 4.1.

## Raidy
- Baradin Hold – Je podobný VoA z datadisku WotLK. Jsou zde 3 bossové.
- Bastion of Twilight – Raid skládající se ze čtyř bossů. Poslední boss je Cho´gall. HC mod skrývá ještě jednoho bosse a tím je Synestra.
- Blackwing Descent – V tomto raidu najdeme šest bossů. Poslední boss je legendární drak Nefarian.
- Dragon Soul – Raid přinesl patch 4.3. Je zde osm bossů včetně dvou bojů s posledním a hlavním bossem datadisku Cataclysm Deathwingem.
- Firelands – Tento raid přinesl patch 4.2 a ukrývá se zde sedm bossů. Poslední boss je legendární Ragnaros známý z instance Molten Core.
- Throne of Four Winds – Raid skládající ze dvou bossů (první boss jsou tři NPC dohromady). Poslední boss je Al´Akir.

## Reforge
Pomoci funkce Reforge lze přesunovat body z jedné schopnosti do jiné. Přesunout jde vždy pouze 40 % bodů dané schopnosti.[zdroj?] Body však lze přesunovat jen mezi sekundárními schopnostmi a spiritem, ostatní primární schopnosti takto měnit nelze.[zdroj?]